# Jon Huntsman, Sr.
 (mars 2017).
Si vous disposez d'ouvrages ou d'articles de référence ou si vous connaissez des sites web de qualité traitant du thème abordé ici, merci de compléter l'article en donnant les références utiles à sa vérifiabilité et en les liant à la section « Notes et références ».
Pour les articles homonymes, voir Huntsman.
Jon Meade Huntsman Sr. (né le 21 juin 1937 à Blackfoot (Idaho) et mort le 2 février 2018 à Salt Lake City (Utah)) est un homme d'affaires et philanthrope américain.
Il est le fondateur de Huntsman Chemical Corporation, le plus grand fabricant de polystyrène aux États-Unis.

## Biographie
Les plastiques de Huntsman sont utilisés dans une grande variété d'objets familiers, y compris les anciens récipients de hamburger de McDonald's. Huntsman Corporation fabrique également une grande variété de produits chimiques organiques et inorganiques qui comprennent les polyuréthanes, les textiles et les pigments.

### Origines
Jon Meade Huntsman, né à Blackfoot dans l'Idaho, est issu d'une famille pauvre.

### Philanthropie
Le don philanthropique de Huntsman dépasse 1,2 milliard de dollars, en mettant l'accent sur les domaines de la recherche sur le cancer, les programmes dans diverses universités et l'aide à l'Arménie.

### Famille
Jon Huntsman était le  père de l'homme politique américain Jon Huntsman, Jr.